# И-8 (канонерская лодка)
И-8, до 20 марта 1940 года «Кронштадт» — канонерская лодка советского Балтийского флота.

## История
Построена в 1912—1913 годах в Германии как грунтовозная шаланда. Приобретена СССР, использовалась для нужд Балттехфлота Спецгидростроя НКВД.
7 ноября 1939 года мобилизована, переоборудована в канонерскую лодку и включена в состав Балтийского флота. Участвовала в советско-финской войне.

В 8.03 утром 30 ноября береговые батареи Кронштадта (с северных островов, форта Риф и Красной Горки) открыли огонь по территории Финляндии. В 8.30 по финскому берегу в районе мыс Инонеми — деревня Пумало открыли огонь канонерские лодки «Сестрорецк», «Красная Горка» и «Кронштадт».— Широкорад А. Б. Северные войны России
20 марта 1940 года разоружена, исключена из состава Балтийского флота и возвращена Балттехфлоту.
9 июля 1941 года снова мобилизована, переоборудована в канонерскую лодку и 26 июля 1941 года включена в состав 1-го дивизиона канонерских лодок Балтийского флота. Базировалась в Таллине.
28 августа 1941 года при переходе в составе флота из Таллина в Кронштадт подорвалась на мине в районе мыса Юминда в Финском заливе. 31 октября 1944 года исключена из состава Военно-Морского Флота СССР.

## ТТХ
- Водоизмещение:
  - нормальное: 425 т.
  - полное: 500 т.
- Длина наибольшая: 48,4 м.
- Ширина наибольшая: 10,1 м.
- Осадка максимальная: 3,5 м.
- Силовая установка: 1 паровая машина компаунд
- Мощность: 400 л. с.
- Винтов: 1
- Скорость хода:
  - максимальная: 6,5 уз.
  - экономическая: 4,5 уз.
- Дальность плавания экономическим ходом: 330 миль
- Запас угля: 70 т.
- Экипаж: 82 чел.
- Вооружение:
  - на ноябрь 1939 года: 2 х 130/55-мм; 2 х 7,62-мм.
  - на 1941 год: 2 х 130-мм, 2 х 76,2-мм, 2 х 45-мм.